# Bèrra (Boques del Roine)
Bèrra o Bèrra de l'Estanh (nom occità) (en francès Berre-l'Étang) és un municipi francès situat al departament de les Boques del Roine i a la regió de Provença – Alps – Costa Blava. L'any 1999 tenia 13.415 habitants.

## Demografia
| Evolució de la població |       |       |       |       |       |       |       |       |
| 1793                    | 1800  | 1806  | 1821  | 1831  | 1836  | 1841  | 1846  | 1851  |
| 1 630                   | 1 069 | 1 374 | 1 622 | 1 871 | 1 928 | 1 926 | 1 905 | 1 883 |

| 1856  | 1861  | 1866  | 1872  | 1876  | 1881  | 1886  | 1891  | 1896  |
| ----- | ----- | ----- | ----- | ----- | ----- | ----- | ----- | ----- |
| 1 930 | 2 091 | 1 980 | 1 918 | 2 036 | 1 922 | 1 811 | 1 695 | 1 570 |

| 1901  | 1906  | 1911  | 1921  | 1926  | 1931  | 1936  | 1946  | 1954  |
| ----- | ----- | ----- | ----- | ----- | ----- | ----- | ----- | ----- |
| 1 938 | 1 976 | 1 725 | 2 376 | 2 355 | 4 611 | 5 998 | 5 859 | 7 922 |

| 1962   | 1968   | 1975   | 1982   | 1990   | 1999   | 2006 | 2011 | 2016 |
| ------ | ------ | ------ | ------ | ------ | ------ | ---- | ---- | ---- |
| 10 327 | 11 588 | 12 069 | 12 562 | 12 672 | 13 414 | -    | -    | -    |

| 2019 | - | - | - | - | - | - | - | - |
| ---- | - | - | - | - | - | - | - | - |
| -    | - | - | - | - | - | - | - | - |

## Administració
| Període   | Identitat      | Partit |
| --------- | -------------- | ------ |
| 1949-1983 | Roger Martin   | PCF    |
| 1983-1989 | Maurice Guiou  | PCF    |
| 1989-     | Serge Andréoni | PS     |